# 福克维尔 (阿拉巴马州)
福克维尔（英文：Falkville），是美国阿拉巴马州下属的一座城市。面积约为3.78平方英里（约合9.79平方公里）。根据2010年美国人口普查，该市有人口1,279人，人口密度为338.45/平方英里（约合130.64/平方公里）。